# Rue Édouard-VII
La rue Édouard-VII est une voie du 9e arrondissement de Paris, en France.

## Situation et accès
La rue Édouard-VII est une voie privée située dans le 9e arrondissement de Paris. Elle débute aux 16-22, boulevard des Capucines et se termine place Édouard-VII.
Le quartier est desservi par les lignes 3, 7 et 8 à la station Opéra, par les lignes 8, 12 et 14 à la station Madeleine.

## Origine du nom

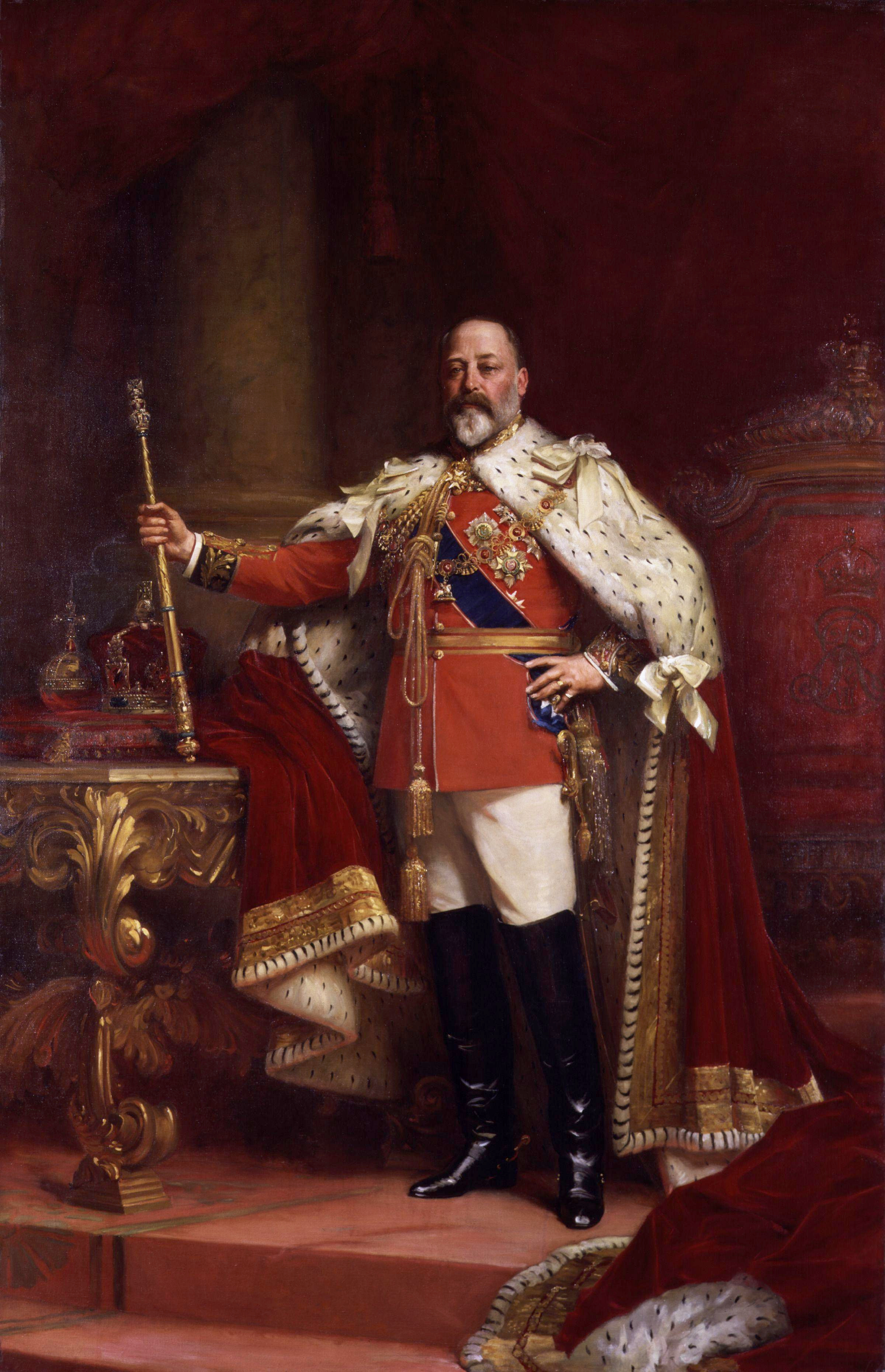
Édouard VII.

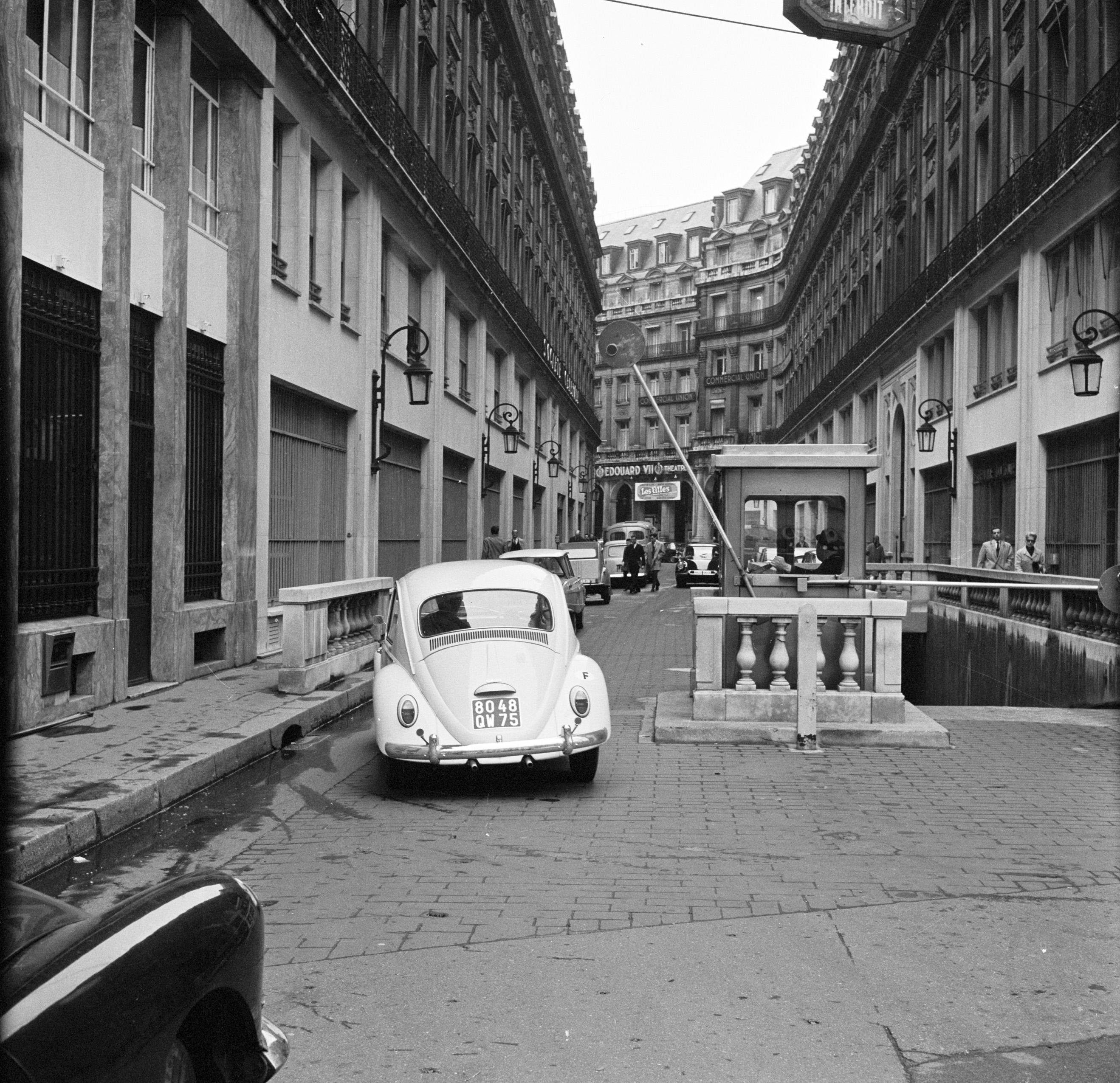
La rue Édouard-VII en 1965, vue depuis son extrémité sud boulevard des Capucines. Une guérite gardiennée et une barrière mobile contrôlent à l'époque l'accès à la voie par les automobilistes. Photographie : Willem van de Poll.

Elle est nommée en l'honneur du roi du Royaume-Uni Édouard VII qui meurt un an seulement avant la construction de la rue.

## Historique
La rue Édouard-VII est créée entre 1911 et 1913 à l'initiative de l’entrepreneur Arthur Millon et de son associé Henry Wiener sur une parcelle communale de l’ancienne rue Basse-du-Rempart achetée 550 000 francs à la Ville. Cette réalisation est l'objet de vives critiques. Un conseiller municipal reproche à cette voie privée « d’être étroite, d’être laide et d’être une impasse pour les voitures », ajoutant qu’ « une impasse et un passage pour piétons ne font pas une rue »,. 
L'ensemble immobilier comprend à l'origine des immeubles avec des boutiques en rez-de-chaussée et des bureaux en étages, un hôtel et le théâtre Édouard VII.
En 1996, une équipe d’architectes investit le quartier avec pour mission de « faire renaître » l’îlot Édouard-VII en rendant la rue et la place piétonnières, en y réimplantant des commerces et en y laissant pénétrer davantage la lumière.
Initialement, la rue rejoint la rue de Caumartin mais, en 2010, la partie de la rue qui va de la place Édouard-VII à la rue de Caumartin est renommée « rue Bruno-Coquatrix ».

## Bâtiments remarquables et lieux de mémoire

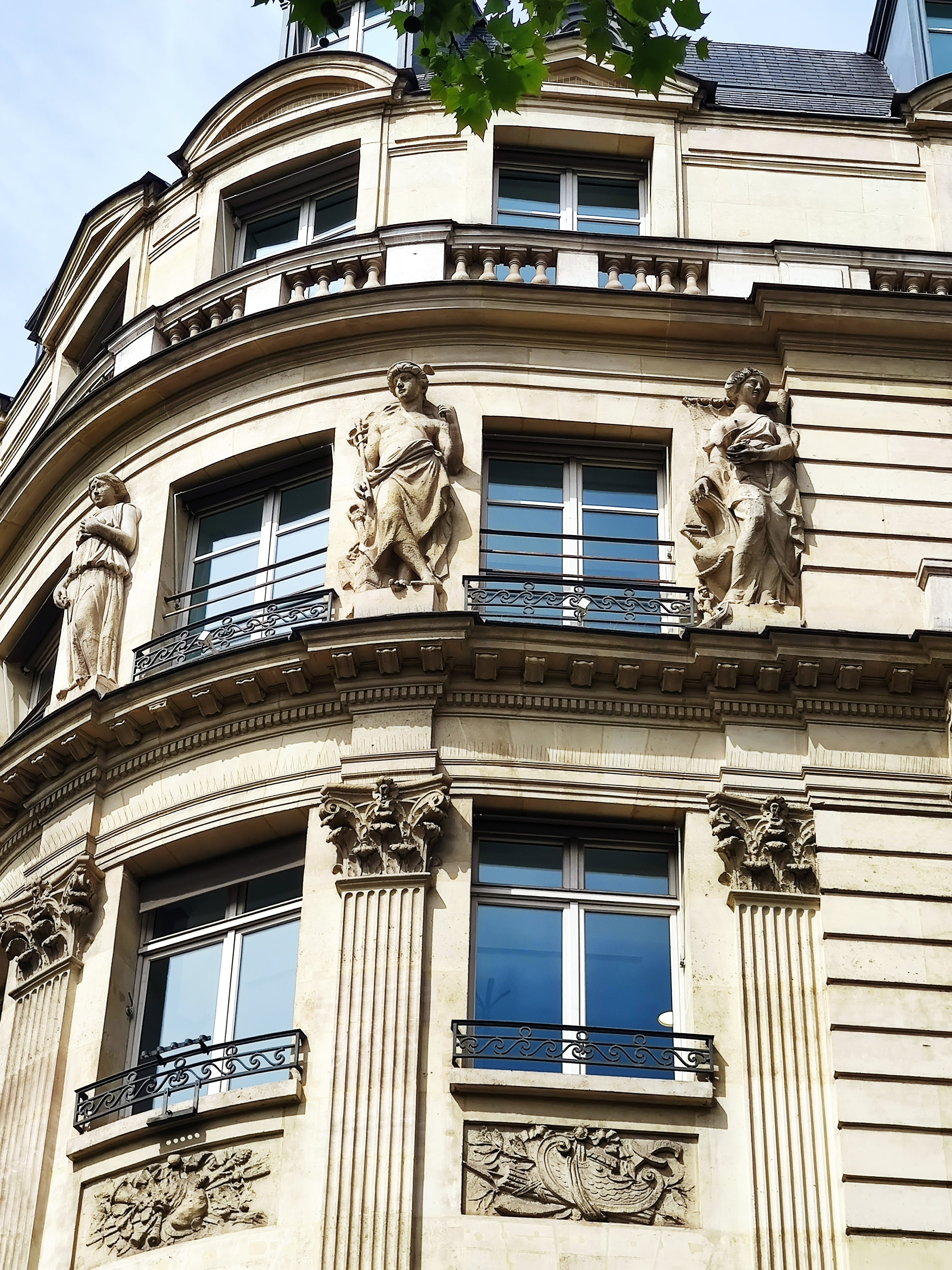
No 1, à l'angle du boulevard des Capucines.

- No 6 : à cette adresse se trouve en 1930 l’un des salons de vente de la Compagnie française du grammophone[4].